# Горшков Олександр Вікторович
Олександр Вікторович Горшков (8 лютого 1970 р., Кіровськ, Луганська область, УРСР) — радянський, російський та український футболіст, грав на позиції півзахисника. В теперішній час тренер. Заслужений майстер спорту Росії.

## Біографія

### Кар'єра гравця
Народився у шахтарському місті Кіровськ, Луганської області. Почав займатися футболом у 14 років. Тренувався у футбольній школі Кіровська, потім у футбольній школі Стаханова. Перший тренер Новіков Олександр Миколайович. 
Після демобілізації з київського «СКА» В'ячеслав Грозний запропонував молодому гравцеві приєднатися до вінницької Ниви. Після двох сезонів у Вінниці Горшков перейшов до одеського «Чорноморця», де двічі виграв срібло ЧУ.
У 1996 році прийняв запрошення сочінської «Жемчужини». 
З 1997 року почав виступати за «Зеніт» з Санкт-Петербурга. Перший гол у футболці «Зеніта» він забив саме сочінцям.
Горшков є одним з найвизначніших гравців «Зеніта», він зіграв у 253 матчах та забив 30 голів. У 2007 році, коли «Зеніт» став чемпіоном Росії, Горшков встановив рекорд, оскільки став найстаршим чемпіоном за історію проведення чемпіонату Росії — на момент закінчення турніру йому було 37 років і 277 днів, а також першим футболістом (разом з Малафєєвим), який виграв у складі «Зеніта» й кубок, й чемпіонат.
Останній гол забив 14 березня 2007 року у матчі Кубка Росії проти раменського «Сатурна» (1:1).
Останній матч у професійній кар'єрі Горшков зіграв у 1/16 фіналу Кубка Росії 2008/2009 проти «Сибіру», який виступав у першому дивізіоні. «Зеніт» отримав поразку з рахунком 1-0 і залишив турнір.

### Тренерська кар'єра
6 березня 2009 року Гошков був призначений тренером молодіжного складу «Зеніта». 1 червня 2010 року призначений тренером команди «Зеніта» гравців 1993 року народження.
14 січня 2011 року Горшков був призначений головним тренером калінінградської «Балтики», але вже 1 лютого контракт було скасовано.

### Особисте життя
Одружений. Із дружиною Світланою познайомився у 1989 році у Кіровську. Має сина Олексія та доньку Анастасію.

## Збірна

### Збірна Росії
Олександр Горшков зіграв дві товариські зустрічі у складі збірної Росії.
 class="wikitable" style="font-size: 95 %"
| № | Дата           | Противник | Рахунок | Голи Горшкова | Змагання         |
| 1 | 27 травня 1998 | Польща    | 1:3     | -             | Товариський матч |
| 2 | 30 травня 1998 | Грузія    | 1:1     | -             | Товариський матч |

### Збірна України
Оскільки за статутом УЄФА матчі Горшкова за збірну Росії не вважалися офіційними, він отримав змогу зіграти за збірну України.
 class="wikitable" style="font-size: 95 %"
| № | Дата            | Противник         | Рахунок | Голи Горшкова | Змагання                |
| 1 | 29 березня 2003 | Іспанія           | 2:2     | 1             | Кваліфікація до ЧЄ-2004 |
| 2 | 7 червня 2003   | Вірменія          | 4:3     | 1             | Кваліфікація до ЧЄ-2004 |
| 3 | 6 вересня 2003  | Північна Ірландія | 0:0     | -             | Кваліфікація до ЧЄ-2004 |
| 4 | 10 вересня 2003 | Іспанія           | 1:2     | -             | Кваліфікація до ЧЄ-2004 |

## Досягнення
- Срібний призер чемпіонату України: 1995, 1996
- Володар Кубка Росії: 1999
- Бронзовий призер чемпіонату Росії: 2001
- Чемпіон Росії: 2007
- Володар Суперкубка Росії: 2008
- Володар Кубка УЄФА: 2007/2008
- Володар Суперкубка УЄФА 2008